# Cugowscy
Cugowscy – polski zespół muzyczny wykonujący pop-rock. Został założony w 2014 przez Krzysztofa, Piotra i Wojciecha Cugowskich. Skład grupy współtworzą ponadto gitarzysta Jarosław Chilkiewicz, basista Tomasz Gołąb, klawiszowiec Marcin Trojanowicz oraz perkusista Bartek Pawlus.

## Historia zespołu
Pierwszy album studyjny formacji, zatytułowany Zaklęty krąg, ukazał się 30 września 2016 nakładem wytwórni muzycznej Sony Music Entertainment Poland. Wydawnictwo zadebiutowało na 4. miejscu polskiej listy sprzedaży – OLiS. Nagrania były promowane utworem tytułowym, do którego powstał wideoklip wyreżyserowany przez Michała Pascala Pawliszewskiego. 12 maja 2018 w hali Globus w Lublinie odbył się ostatni, pożegnalny koncert zespołu. Koncert ten został zarejestrowany w formie audio-wideo i następnie wydany jako wydawnictwo, zatytułowane Ostatni raz.

## Dyskografia

### Albumy studyjne
| Rok  | Dane dot. albumu | Najwyższa pozycja na liście | Certyfikat         | Sprzedaż       |
| Rok  | Dane dot. albumu | POL                         | Certyfikat         | Sprzedaż       |
| ---- | --- | --------------------------- | ------------------ | -------------- |
| 2016 | Zaklęty krąg - Wydany: 30 września 2016 - Wytwórnia: Sony Music Entertainment Poland - Format: CD, digital download | 4                           | - POL: złota płyta | - POL: 15 000+ |

### Albumy koncertowe
| Rok  | Dane dot. albumu | Najwyższa pozycja na liście |
| Rok  | Dane dot. albumu | POL                         |
| ---- | --- | --------------------------- |
| 2018 | Ostatni raz - Wydany: 16 listopada 2018 - Wytwórnia: Rock House Entertainment - Format: CD, DVD, digital download (samo audio) | 39                          |

### Single
| Rok                                                      | Tytuł            | Najwyższe pozycje na listach | Najwyższe pozycje na listach | Album        |
| Rok                                                      | Tytuł            | POL (airplay)                | POL (airplay nowości)        | Album        |
| -------------------------------------------------------- | ---------------- | ---------------------------- | ---------------------------- | ------------ |
| 2016                                                     | „Zaklęty krąg”   | 34                           | 2                            | Zaklęty krąg |
| 2016                                                     | „Do niej”        | –                            | –                            | Zaklęty krąg |
| 2017                                                     | „Gra o wszystko” | –                            | –                            | Zaklęty krąg |
| „–” oznacza, że singel nie był notowany na danej liście. |                  |                              |                              |              |

## Teledyski
| Rok  | Tytuł            | Reżyseria                  | Źródło |
| ---- | ---------------- | -------------------------- | ------ |
| 2016 | „Zaklęty krąg”   | Michał Pascal Pawliszewski | [ 5 ]  |
| 2017 | „Gra o wszystko” | –                          | [ 14 ] |